# Velký Rybník
Velký Rybník là một làng thuộc huyện Pelhřimov, vùng Vysočina, Cộng hòa Séc.